# Lochryan House

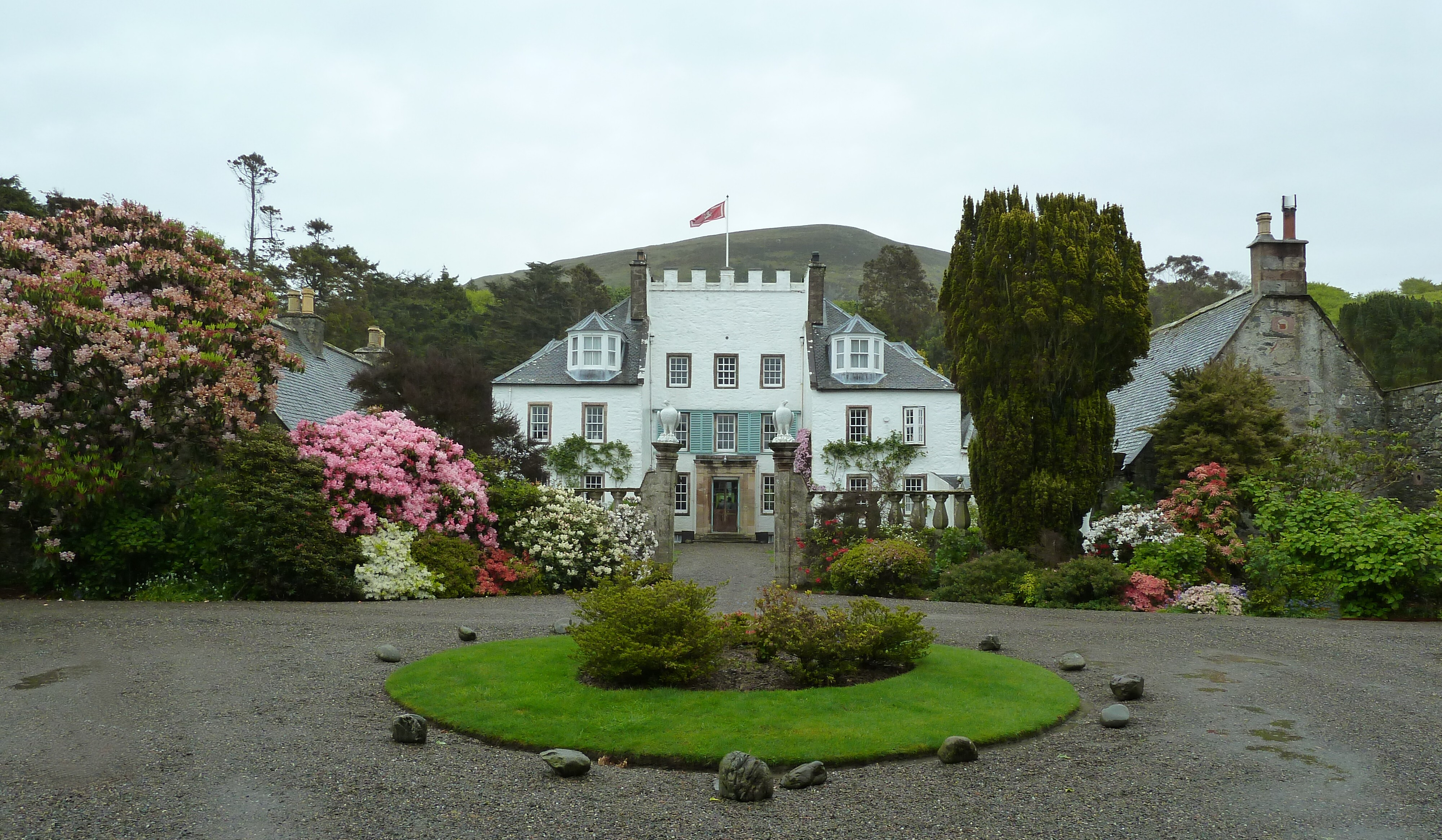
Lochryan House

Lochryan House, auch Loch Ryan House, ist ein Herrenhaus in dem schottischen Weiler Cairnryan in der Council Area Dumfries and Galloway. 1972 wurde das Bauwerk in die schottischen Denkmallisten in der höchsten Denkmalkategorie A aufgenommen. Des Weiteren bildet es zusammen mit verschiedenen Außengebäuden ein Denkmalensemble der Kategorie B. Zuletzt ist das Anwesen im schottischen Register für Landschaftsgärten gelistet.

## Geschichte
Bereits seit 1429 befinden sich die Ländereien im Besitz der Familie Agnew. William Agnew ließ dort ein Gebäude namens Croach errichten. Andrew Agnew, 9. of Croach ehelichte im Jahre 1700 Margaret Agnew und ließ im folgenden Jahr Lochryan House errichten. Ihre Tochter, die Thomas Wallace of Craigie geheiratet hatte, erbte das Anwesen. Ihr Familiensitz war jedoch Craigie House. Nach einem Brand in Craigie House im späten 18. Jahrhundert wurde dieses veräußert und die Familie bewohnte Lochryan House. Das Gebäude wurde zweimal umgestaltet; zwischen 1820 und 1824 durch Alan Dickie und 1826 durch James Brown.

## Beschreibung
Lochryan House liegt am Nordrand von Cairnryan unweit des Ostufers von Loch Ryan an der A77. Das Mauerwerk des zwei- bis dreistöckigen Herrenhauses besteht aus Bruchstein. Die westexponierte Frontseite des Hauptgebäudes ist sieben Achsen weit, die im Schema 2–3–2 angeordnet sind. Flankierend gehen einstöckige, jeweils drei Achsen weite Flügel ab. Das mittige, zweiflüglige Eingangsportal ist über eine kurze Vortreppe zugänglich. Ein kleines, mit Pilastern und Gesimse verziertes Vordach stammt aus dem späten 19. Jahrhundert. Die Fassade schließt mit einer Zinnenbewehrung vor dem schiefergedeckten Walmdach. An der Gebäuderückseite führt eine zentrale Türe in die Gärten. Entlang der Fassaden sind zwölfteilige Sprossenfenster verbaut.